# SugarCrash!
“SugarCrash!” é uma canção composta, produzida e tocada pelo músico canadense ElyOtto. Foi lançada em 25 de agosto de 2020. Um remix com Kim Petras e Curtis Waters foi lançado em 23 de abril de 2021. A música provavelmente fará parte de um EP a ser lançado no verão de 2021.

## Antecedentes e composição
Com um minuto e 20 segundos de duração, a música está em fá maior com um tempo de 98 batidas por minuto. Tornou-se viral através do aplicativo de compartilhamento de vídeos TikTok em 2021. "SugarCrash!" é uma mistura de hyperpop com muitos efeitos sonoros, baixo distorcido e vocais agudos, além de dois refrões, um verso e uma ponte. Platt afirmou em uma entrevista ao site Genius que a música, feita com o GarageBand, era um teste de fonte de som para o jogo Pokémon Preto e Branco. Ele também disse que a música fala sobre muitos de seus problemas; como ele estava cansado da pandemia de COVID-19 em andamento, seu futuro e sua disforia de gênero.
I've heard a lot of trans people say that they feel like they're born in the wrong body, wishing they could be someone else. I don't feel like that at all, I'm who I meant to be. I want to get rid of that self-hatred I have for myself, and sort of become accepting. It's such a personal thing to me, but taken out of context, it's something that pretty much anyone could relate to, which I think is really beautiful.

## Recepção
Justin Curto, do Vulture, escreveu: "Como uma música, 'SugarCrash!' tenta resolver o próprio problema de que se trata. Não é nenhuma novidade no hyperpop, que costuma usar produções animadas para abordar temas mais sombrios. Mas em outro nível, igualmente autoconsciente, a música é tão boa porque também é exatamente da forma como ela soa. É uma música hiperativa sobre estar cheio de energia reprimida; uma canção de divisão cerebral que, em certo ponto, contempla a divisão do próprio cérebro". A canção também foi elogiada pelo autor da Billboard Joe Lynch, que foi descrita como "uma fatia diarística e revestida de doce da insatisfação adolescente".
Após o sucesso da música, pelo menos sete gravadoras entraram em contato com ElyOtto antes de ele assinar com a RCA Records.

## Desempenho gráfico
A canção estreou no número 30 na parada Hot Rock & Alternative Songs, permanecendo 19 semanas e contando na parada no total, chegando ao número 10. Mais tarde, estreou na posição 23 na Bubbling Under Hot 100 na semana do dia 20 de março de 2021 e alcançou a posição 59 no UK Singles Chart,, além do número 126 na Billboard Global 200. A canção também garantiu a ElyOtto um lugar na parada Breakthrough 25, da Rolling Stone, para os meses de fevereiro e março de 2021, os números 15 e 17, respectivamente,, bem como um lugar na Emerging Artists, da Billboard, durante quatro semanas, chegando ao número 36.

## Vídeo musical
Em 23 de abril de 2021, um vídeo foi lançado junto com o remix. Um videoclipe para a música original foi lançado em 4 de maio de 2021. Ambos chegaram a 7,8 milhões de visualizações em julho de 2021.

## Paradas
| Paradas (2021)                                 | Posição |
| ---------------------------------------------- | ------- |
| Global 200 (Billboard)                         | 126     |
| UK Singles Chart (OCC)                         | 59      |
| US Hot Rock & Alternative Songs (Billboard)    | 10      |
| EUA Bubbling Under Hot 100 Singles (Billboard) | 23      |